# 戦略論 (リデル＝ハート)
『戦略論』(Strategy:the indirect aproach)とは、イギリスの軍事学者バジル・リデル＝ハートによる戦略学の代表作である。
原題は『戦略　間接アプローチ』となっている。

## 沿革
リデル=ハートが生きていた時代は戦争の形態が歴史的な変革を見せた時代であった。1914年にサラエボ事件をきっかけとして勃発した第一次世界大戦はそれまでのヨーロッパ列強が経験したことのない国家総力戦であった。総力戦では航空機や戦車などの新兵器が導入されただけでなく、国民社会から軍事力を引き出すために人員や物資の総動員が実施され、戦争の規模は拡大し、期間も長期化した。この新しい戦争の形態は第二次世界大戦でも認められたが、核兵器が発明されると総力戦という戦争形態は見直される必要性に迫られることになった。リデル=ハートは自身の生涯を通じて二度に渡る総力戦を経験し、その戦争の方式に対する批判を独自の戦略理論へと発展させた。
1895年にフランスで生まれたリデル=ハートはケンブリッジ大学で学び、在学中に第一次世界大戦に将校として参加した。戦後の1927年に健康上の理由から退役した。1927年以後には『モーニング・ポスト』などの特派員として、35年からは『ザ・タイムズ』の紙上で軍事評論を行い、第二次世界大戦の危機が高まるとイギリスの参戦に反対を唱えた。その意見を根拠付ける代表作として本書『戦略論』では独自の戦略理論を展開した。1935年から四年間にわたって陸軍大臣の顧問を務め、軍制改革と総力戦批判を主張していた。戦後には1948年に『ヒトラーと国防軍』、1960年に『抑止か防衛か』、1970年に『第二次世界大戦』などの著作を出版して1970年に死去した。
リデル=ハートは1929年の『歴史の決定的戦争』の出版で初めて間接アプローチ戦略の概念を明らかにした。この概念は1941年、1946年、1954年、1967年の著作で繰り返されながら論じられ、1954年に発表された『戦略論』や1967年の『戦略論』はその戦史に基づいた戦略理論の研究として幅広く読まれた。

## 要旨
この著作の大部分は戦史の記述であり、その戦略理論が展開されているのは最後の部分である。その内容は、第1部の紀元前5世紀から20世紀までの戦略、第2部の第一次世界大戦の戦略、第3部の第二次世界大戦の戦略、第4部の戦略及び大戦略の基本的事項から成り立っている。

### 世界大戦までの戦略
世界大戦までの戦略としてリデル=ハートは古代のヨーロッパ戦史から20世紀までの戦史を網羅的に取り上げて研究しており、例えばアレクサンドロスによる遠征で採用された間接的な前進経路はペルシアに対して心理的な動揺を与えることに成功した事例を分析している。リデル=ハートによれば敵に対して直接アプローチを採用することよりも一部の兵力を用いて山岳や砂漠などの障害地形を超えてでも間接アプローチを採用することによって成功を収めることが可能となる戦略の方式を示している。ナポレオンがアルプス山脈を克服したことによって敵の作戦計画の前提を破壊することに成功したことは間接アプローチの意義を根拠付ける。リデル=ハートは戦史の研究から強力な陣地に配置している敵に対して直接的に攻撃することは妥当ではなく、攻撃に先立って敵の均衡を覆しておくことが必要であると述べている。

### 第一次世界大戦の戦略
第一次世界大戦の戦略についてリデル=ハートは戦前に立案されていた戦争計画を起点としながら時系列に沿って考察している。西部戦線においてドイツの戦争計画であったシュリーフェン計画、すなわちフランスに対する戦略的攻勢を実施する経路としてベルギーに前進することでフランス軍の防衛正面を北翼から迂回する計画、は地理的には直接アプローチであったが、心理的には間接アプローチ戦略であった。しかし小モルトケは戦争計画の修正によってその戦略を放棄し、南翼の兵力を増強してしまった。リデル=ハートは戦争が開始されてから小モルトケが直接アプローチに修正を繰り返したためにドイツ軍の特に南翼による正面攻撃が失敗したと評価している。またドイツ軍はイギリス軍に対して自らの後方連絡線を維持することにドイツ軍が過敏であったことや、イギリス軍が存在することによってドイツ軍の戦略行動に大きな影響を与えていたことを指摘している。ドイツ降伏の諸原因の中では連合軍による海上封鎖が最も基本的な原因であったが、降伏を確実なものとした間接アプローチに基づいた軍事行動であった。

### 第二次世界大戦の戦略
リデル=ハートは第二次世界大戦におけるヒトラーの軍事戦略について検討を行っており、戦争初期においては間接アプローチ戦略を発展させていたが、後期になると敵に対して自己に対する間接アプローチ戦略の機会を提供してしまったと評価している。ヒトラーは戦闘によって敵の殲滅だけでなく、そのことが与える心理的影響を踏まえた政治・軍事戦略を実施し、国家の政権を掌握し、ラインラントの軍事占領と要塞化によって西部正面を確保し、また西欧列強への間接アプローチとして東部正面の戦略目標に対して転進した。オーストリアへ進出し、第一次世界大戦後に形成された対ドイツ包囲網を打破した後にチェコスロヴァキア、ポーランド、スカンディナヴィア半島へと勢力を進出させることに成功した。ヒトラーはここで西欧諸国に対して和平提案を行ったが、拒否されたために続いてオランダとベルギーを通過するフランスへの攻勢作戦を成功させる。しかしブリテン島の攻略が実現しなかったことはヨーロッパ大陸での勝利を非決定的なものとした。対ソ戦（バルバロッサ作戦）に際しても地理的条件に基づいた間接アプローチを選択し、緒戦で戦果を挙げることができたが、各方面の予備目標に圧力をかけることで後方連絡線の単一性が損なわれ、兵力の分散が発生してしまった。スターリングラードの敗北とコーカサスからの退却後にはドイツはソ連軍の反攻だけでなく、連合軍の連合軍のイタリア上陸、ノルマンディー上陸による間接アプローチを選択することでドイツを迅速に追い詰めることができた。

### 間接アプローチ戦略の理論
リデル=ハートはあらゆる時代の戦史を通じて一貫して認められる戦略の原理について考察している。それは敵の不用意に生じて敵を突くことを確実にする間接的な接近を行うことであり、この間接性は心理的に常に必要である。このことは敵の予期する正面に対して接近すれば敵の抵抗は強力となることから容易に理解できる。敵に有効な損害を与えて勝利するためには敵の心理的または物質的なバランスを攪乱することが必要である。間接アプローチとは攪乱の方法論であり、この間接アプローチ戦略はその方法論を体系的な戦略理論として定式化したものである。
リデル=ハートによれば戦略とは政治目的を達成するために軍事的手段を配分・適用する術と捉えられている。そしてさらに国家目的を遂行する政策としての大戦略、軍の総司令官が責任を負う戦争術としての純粋な戦略、最後に戦闘を全般に扱う戦術に区分する。本書では戦略の要素として物的要素としての運動と心的要素としての奇襲があり、これらは相補的な関係にあると述べている。従来の戦略学の議論で重視される物的要素だけでなく心的要素を重視しなければならないとリデル=ハートは強調する。そもそも戦略の目的とは戦略の定義から考えれば軍事的手段と非軍事的手段を選択することであるため、戦闘そのものを求めるのではなく、有利な戦略環境を求めるべきである。
つまり戦略の目的とはより有利な戦略環境を形作るための戦略行動としての攪乱となる。戦略行動の攪乱は敵の物的戦闘力が最も配置されていない最小抵抗線と敵の警戒が最も薄い最小予期線に対する攻撃により行うことができる。効果的な攪乱を行うためには敵の行動の自由を奪うための牽制、つまり我の戦力を分散的に配置することが必要となる。牽制によって攪乱を成功させた後には活用の行動が求められる。つまり得られた戦果をより維持拡大するために追撃などの行動を行うことである。この一連の戦略行動は間接アプローチ戦略と概念化され、リデル=ハートの戦略理論の中心を占めるものとし、また戦略学の研究に新しい視座をもたらした学説として評価されている。